# بلاسینگ اوکاگباره
بلاسینگ اوکاگباره (انگلیسی: Blessing Okagbare؛ زادهٔ ۱۰ سپتامبر ۱۹۸۸) ورزشکار پرش طول و دونده سرعت اهل نیجریه است.
از افتخارات وی میتوان به کسب مدال نقره پرش طول در بازی‌های المپیک تابستانی ۲۰۰۸ اشاره کرد.